# Diodor (orfebre)
Diodor (en llatí Diodorus, en grec antic Διόδωρος) fou un orfebre i escultor de la plata. En un Sàtir dormint modelat en plata, Diodor hi inscrigué un epigrama de Plató recollit a l'Antologia grega. El fet d'un epigrama de Plató gravat en un sàtir, l'aplica Plini a una obra similar de l'orfebre Estratònic.